# Sascha Ott (Politiker)
Sascha Ott (geboren 1965 in Leipzig) ist ein deutscher Politiker (CDU).

## Beruf
Sascha Ott studierte Rechtswissenschaft an der Johann Wolfgang Goethe-Universität Frankfurt am Main. Im Jahr 1998 legte er die Zweite juristische Prüfung (Staatsexamen) ab. Er begann seine Karriere im September 1998 als Richter auf Probe unter gleichzeitiger Zuweisung zur Dienstleistung an den Präsidenten des Landgerichts Stralsund. Im Jahr 2002 wurde er zum Richter am Amtsgericht unter Berufung in das Richterverhältnis auf Lebenszeit ernannt. Zu Zwecken der Erprobung wurde er von Juli 2006 bis März 2007 an das Oberlandesgericht Rostock abgeordnet und im April 2009 an das Justizministerium des Landes Mecklenburg-Vorpommern in Schwerin.
Er promovierte im März 2009 mit einer Arbeit mit dem Titel Die Rechtsprechung des Greifswalder Oberappellationsgerichts in Strafsachen (1815–1849). Zur Entwicklung des Strafrechts und des Strafverfahrensrechts in Neu-Vorpommern an der Ernst-Moritz-Arndt-Universität Greifswald.
Am 14. Dezember 2010 wurde er durch Justizministerin Uta-Maria Kuder (CDU) zum Direktor des Amtsgerichts Anklam ernannt, hier war er von 2010 bis 2014 tätig; 2014 wurde es wegen einer Änderung des Gerichtsstrukturgesetzes unter seiner Leitung aufgelöst. Anschließend arbeitete er als Richter am Amtsgericht Greifswald. Zum Jahresbeginn 2015 wurde er stellvertretender Leiter der Staatsanwaltschaft am Landgericht Stralsund. und im Mai 2019 Direktor des Amtsgerichts Stralsund.

## Partei
Im Jahr 2004 trat er in die CDU ein. Zusammen mit einigen Mitgliedern seines CDU-Kreisverbandes gründete er im Dezember 2016 den „Konservativen Kreis“ in der Landes-CDU Mecklenburg-Vorpommern, dessen Sprecher er ist.
Am 8. April 2017 wurde Sascha Ott auf dem Landesparteitag der CDU Mecklenburg-Vorpommern zu einem von drei Stellvertretern des neuen Vorsitzenden Vincent Kokert gewählt. Er war bis 2019 Mitglied der Greifswalder Bürgerschaft. Ott ist seit 2019 Mitglied der Kreistagsfraktion der CDU im Landkreis Vorpommern-Greifswald und deren Schatzmeister.

## Politische Einstellung

### Engagement für Zusammenarbeit von CDU und AfD
Nach der Landtagswahl in Mecklenburg-Vorpommern 2016 wurde Sascha Ott von der CDU für den Posten des Justizministers vorgeschlagen. Einen Tag vor dem Landesparteitag der CDU zog seine Partei die Nominierung zurück. Begründet wurde dies mit Einträgen Otts auf Facebook; Ott habe Sympathien für die Alternative für Deutschland (AfD) erkennen lassen. Ott erklärte dazu auf dem Landesparteitag im Oktober 2016, er werde sich „(...) nicht öffentlich entschuldigen“ oder „(...) in einen Käfig politischer Korrektheit sperren (...) lassen“.
Im Mai 2019 forderte Ott eine Zusammenarbeit der CDU mit der AfD. „Wenn die AfD von einem Viertel der Bürger gewählt wird, wäre es respektlos gegenüber diesen Wählern, wenn wir sie ignorieren und jegliche Zusammenarbeit mit der AfD kategorisch ablehnen würden.“

### Einstellung zu sexuellen und geschlechtlichen Minderheiten
Äußerungen Otts über sexuelle und geschlechtliche Minderheiten sorgten für Diskussionen. Als Reaktion auf die Öffnung der Ehe für gleichgeschlechtliche Paare in 2017 nannte Ott diese „Scharlatanerie“ und als Ablenkung von der „programmatischen Leere in der Politik“. Ott meint, dass Menschen sich von der Politik entfremden würden, wenn „die berechtigten Erwartungen der Mehrheitsgesellschaft ignoriert und stattdessen Anliegen von Minderheiten zum ‚Goldenen Kalb‘“ erklärt würden. Im März 2019 sprach er in einem Facebook-Kommentar intergeschlechtlichen und nicht-binären Menschen ihre Existenz ab: "Mit guten Recht kann [man] über den Irrglauben vom 'Dritten Geschlecht' Witze machen – es ist nämlich ein Witz. Und wir sollten dafür sorgen, dass es auch so bleibt". In einer Sitzung des Kreistages von Vorpommern-Greifswald bezeichnete er am 2. März 2020 LGBTI als „mikroskopische Randgruppe“. Statt diese "aufzuwerten, bis sie mit der Mehrheitsgesellschaft auf einer Linie laufen", solle die Politik Respekt gegenüber Menschen zeigen, die „fleißig arbeiten“ und „Kinder im Sinne des Staates erziehen“.

### Bekenntnis zu Corona-Protesten
Im Dezember 2021 bezeichnete Ott die vielerorts von Rechtsextremen und Anhängern von Verschwörungstheorien unterwanderten Proteste gegen die Corona-Politik in Bund und Land als „die Mitte der Gesellschaft“, die sich nun „erhebt und auf die Straße geht“. Kritiker werfen ihm erneut Populismus und Rechtsextremismus vor.

## Familie
Ott ist verheiratet und hat fünf Kinder.

## Publikationen
- Die Rechtsprechung des Greifswalder Oberappellationsgerichts in Strafsachen (1815–1849). Zur Entwicklung des Strafrechts und des Strafverfahrensrechts in Neu-Vorpommern (Dissertation), in Schriftenreihe der David-Mevius-Gesellschaft, Band 4, Hamburg 2009, ISBN 978-3-8300-4210-5